# Dożywocie (komedia)
Dożywocie. Komedia w trzech aktach, wierszem — trójaktowa komedia Aleksandra Fredry napisana w latach 1834–1835.

## Opis
Sztuka prawdopodobnie została ukończona w 1835, aczkolwiek pierwszy pomysł komedii mógł pojawić się już sześć lat wcześniej. Po raz pierwszy wystawiono ją we Lwowie 12 czerwca 1835, pierwsza inscenizacja w Krakowie odbyła się 3 marca 1839, zaś w Warszawie 9 kwietnia 1845. Sztuka ukazała się drukiem w 1838 w piątym tomie dzieł zebranych autora (s. 221–339). Z przekazów rękopiśmiennych zachował się brulion oraz odpis rękopiśmienny, oba sporządzone przez autora, a także arkusz do pierwszego wydania z dwiema poprawkami autora. Od początku XX w. sztuka była wystawiana przynajmniej 68 razy, w tym trzy razy jako spektakl telewizyjny: w 2001 w reż. Wojciecha Pszoniaka, w 1992 w reż. Marka Sikory oraz w 1968 w reż. Jacka Woszczerowicza.

## Przegląd treści
Przedstawia pogoń za pieniędzmi prowadzącą do zejścia na niewłaściwą drogę. Sztuka wartka w intrydze, żywa w dialogach; autor przedstawia Polskę w XIX wieku odwołując się do postaci z epoki szlacheckiej (tzw. "kontuszowej"), umieszczając akcję w oberży, gdzie w sposób naturalny obserwować można relacje międzyludzkie. Komedia zbudowana jest z trzech aktów, pisana wierszem.
Fredro tematem uprzywilejowanym czynił szczęśliwą miłość i związki rodzinne w przeciwieństwie do współczesnej mu romantycznej koncepcji miłości: tragicznej, niemożliwej do spełnienia. Dożywocie również przedstawia zwycięską miłość: szczere uczucie pokonuje wszystkie przeciwności – opór rodziny, intrygi i komplikacje finansowe. Leon i Rózia są przykładem pary romantycznych kochanków, którym na przeszkodzie staje brak pieniędzy.
Lichwiarz Łatka, który kupił pod innym nazwiskiem dożywotnie dochody młodego utracjusza, Leona Birbanckiego, stara się jak najdłużej utrzymać go przy dobrym zdrowiu, nakazując nawet swojemu słudze, Filipowi, opiekę nad nim. Jednocześnie próbuje on pozbyć się dożywocia, namawiając innego lichwiarza, Jana Twardosza, do jego kupna. Sprawy nie ułatwia sam Birbancki, który zabawia się na nocnych hulankach, co staje się przyczyną pogorszenia stanu jego zdrowia. W oberży przebywa również zrujnowany szlachcic Orgon, który w celu ratowania majątku ma zamiar oddać swoją córkę Rózię za żonę Łatce. Pojawia się jednak problem, ponieważ Róża nie chce wyjść za mąż za Łatkę, zwłaszcza że z wzajemnością zakochana jest w Leonie. Ojciec nie zgadza się na jej małżeństwo z Birbanckim z powodów materialnych, co staje się przyczyną próby samobójczej Leona. Przy tej okazji wychodzą na jaw machinacje Łatki. Po wielu perypetiach Łatka rezygnuje z małżeństwa i za pół ceny odsprzedaje dożywocie samemu Leonowi (transakcja zawarta zostaje in spe, gdyż Leon z braku gotówki jedynie obiecuje spłatę dopiero po upływie roku).

## Nawiązania
Łatka, obok bohaterów "Zemsty", Papkina i Cześnika, występuje w jednoaktówce Mariana Hemara "Dawny spór" przedstawiającej zakończenie sporu Fredry z Goszczyńskim.

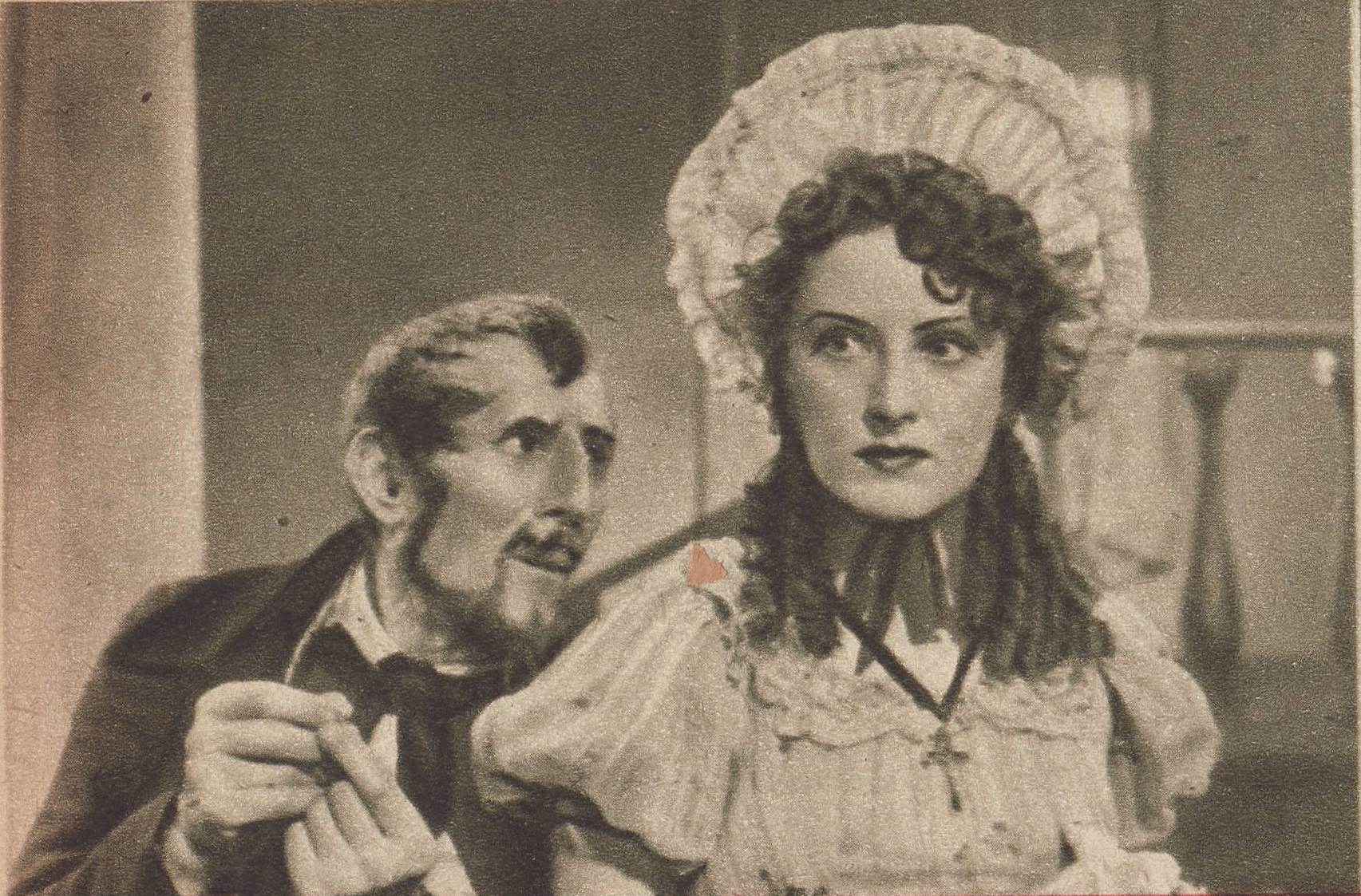
Ludwik Solski (jako lichwiarz Łatka) i Stanisława Angel-Engelówna w sztuce "Dożywocie".
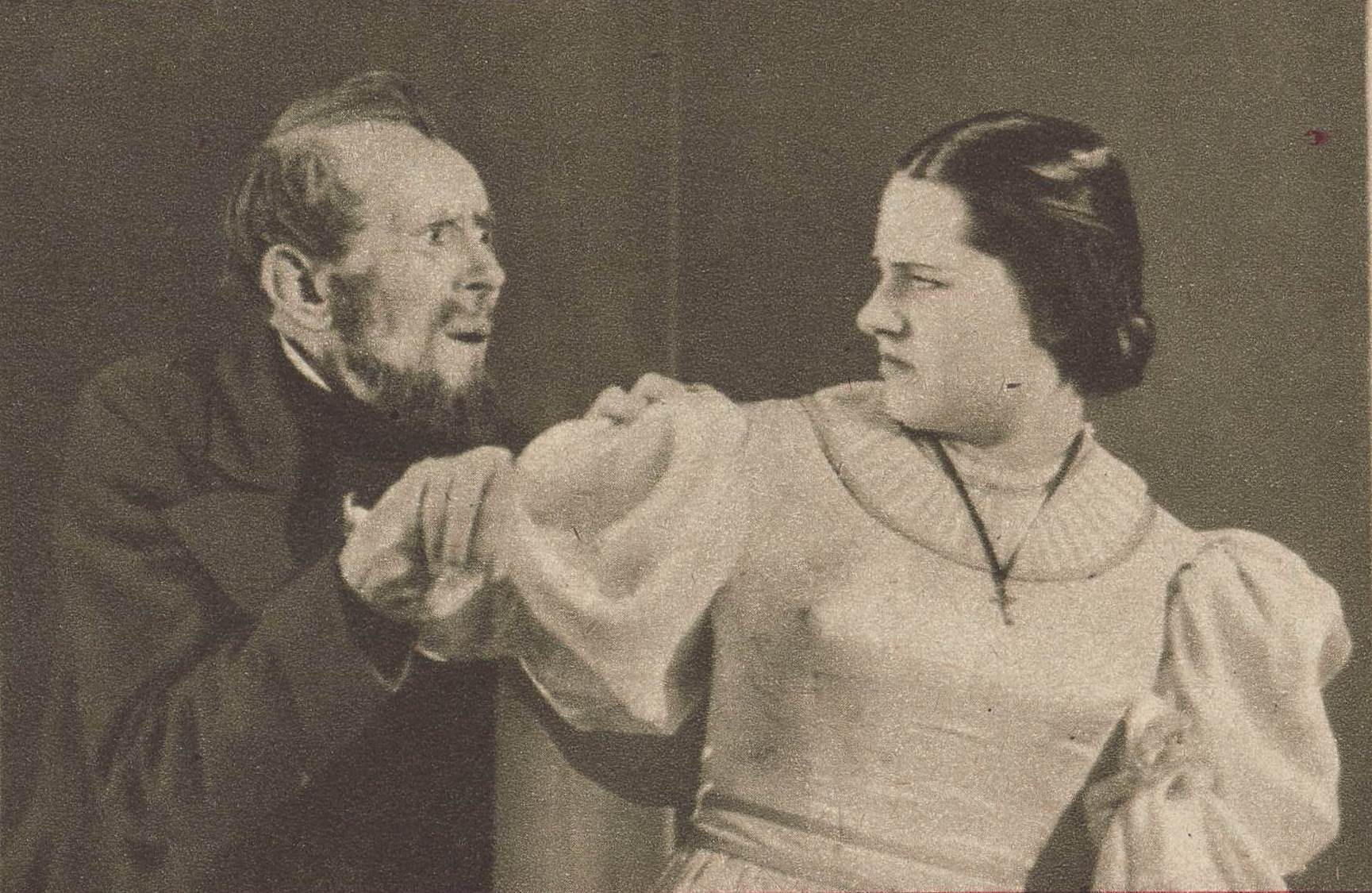
Ludwik Solski (jako lichwiarz Łatka) i Kazimiera Szyszko-Bohusz (jako Rózia) w sztuce "Dożywocie". Teatr im. Juliusza Słowackiego w Krakowie, reżyseria Zygmunt Nowakowski.
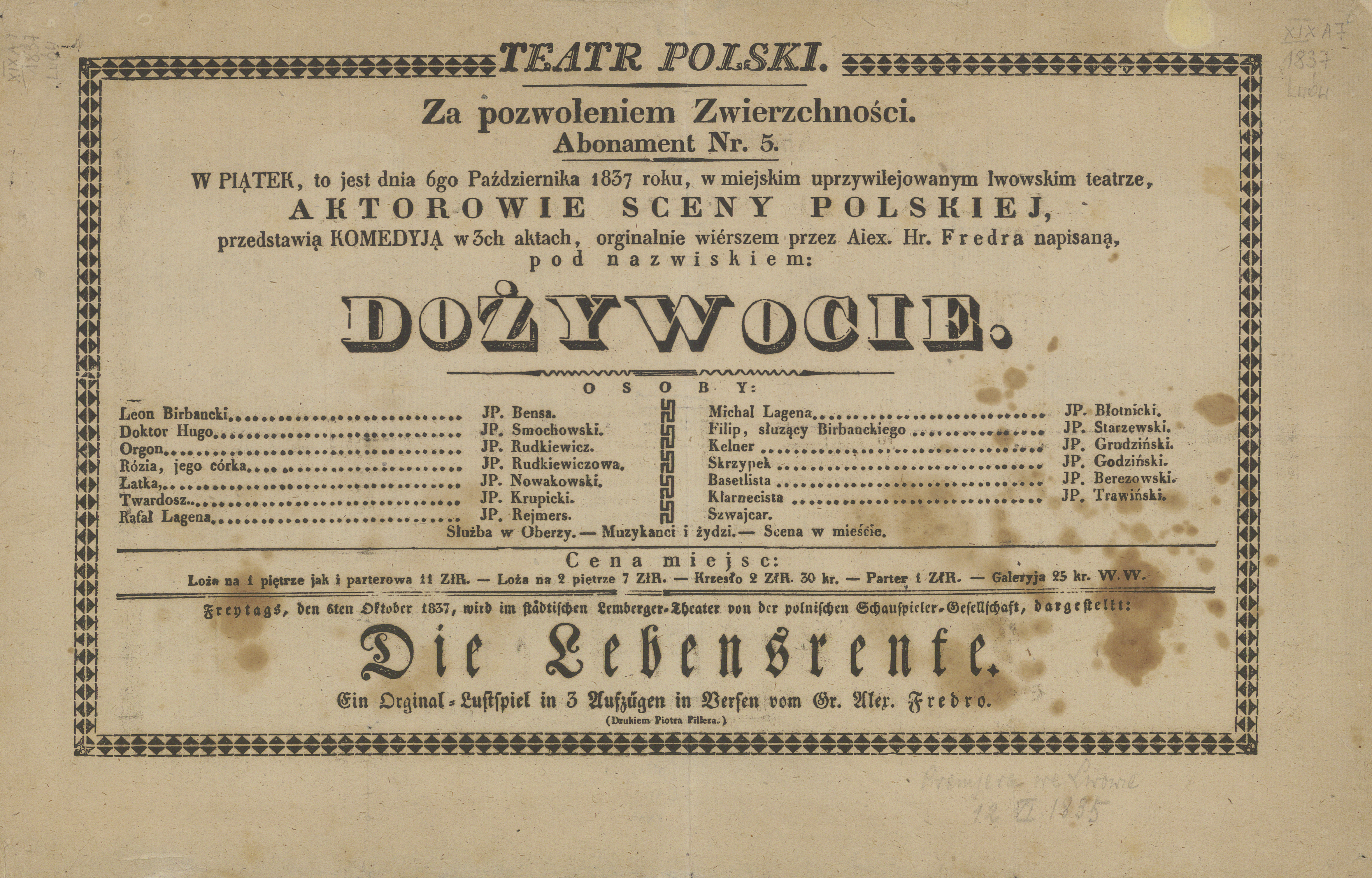
Afisz, Teatr Polski we Lwowie, 1837
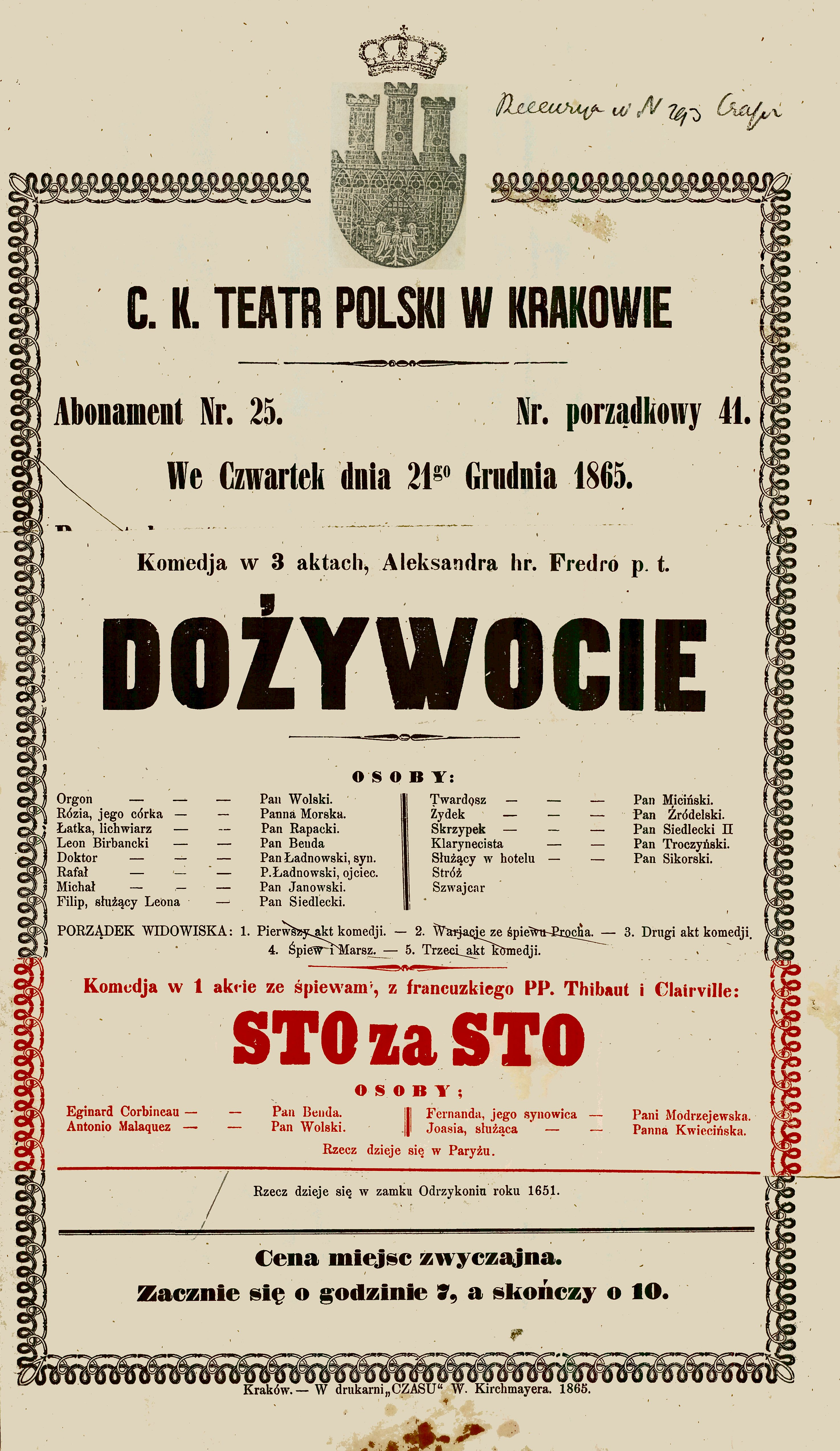
Afisz, Teatr Polski w Krakowie, 1865